# David Johnson (Sprinter, 1931)
David Johnson (* 8. Dezember 1931) ist ein ehemaliger australischer Sprinter.
Bei den British Empire Games 1950 in Auckland gewann er über 220 Yards Silber, schied über 100 Yards im Vorlauf aus und siegte mit der australischen 4-mal-110-Yards-Stafette.
Seine persönliche Bestzeit über 220 Yards von 21,5 s (entspricht 21,4 s über 200 m) stellte er am 25. Februar 1950 in Sydney auf.